# Орловское сельское поселение (Милютинский район)
Орловское сельское поселение — муниципальное образование в Милютинском районе Ростовской области. 
Административный центр поселения — хутор Орлов.

## География
На севере сельское поселение граничит с Обливским районом и Селивановским сельским поселением, на востоке — также с Обливским районом, на юге — со Светочниковским сельским поселением, на западе — с Маньково-Березовским и Милютинским сельским поселениями.
Площадь территории муниципального образования составляет 234 кв. км. 
Климат — ярко выраженный континентальный. Суточная температура воздуха и почв резко колеблется. Влажность относительно низкая, количество атмосферных осадков незначительное, испаряемость повышеннаясть повышенная. Имеют место суховеи и чёрные бури.
Рельеф равнинный. По территории сельского поселения протекает река Гнилая, протяжённость которой составляет 55 км (через реку также перекинут мост). Имеется сеть прудов. Почвы представлены южным чернозёмом.

## История
Впервые, ещё во второй половине XVIII века, на берегу речки Гнилой устроили казачье поселение казак Дмитрий Иванович Чумачихин вместе с своими четырьмя женатыми сыновьями. Впоследствии здесь выросло ещё несколько поселений, в том числе и хутор Орлов, названный по фамилии помещика и основанный в 1776 году. В то время он уже имел 85 дворов.

## Административное устройство
В состав Орловского сельского поселения входят:
- хутор Орлов;
- посёлок Доброполье.

## Население
| 2010 | 2012 | 2013 | 2014 | 2015 | 2016 | 2017 |
| ---- | ---- | ---- | ---- | ---- | ---- | ---- |
| 866  | ↘841 | ↘819 | ↘784 | ↘753 | ↘750 | ↘746 |
| 2018 | 2019 | 2020 | 2021 |      |      |      |
| ↘737 | ↘726 | ↘702 | ↘678 |      |      |      |

## Экономика
Основной отраслью экономики муниципального образования является сельское хозяйство: зерновое и животноводческое производство (в первую очередь это свиноводство). В поселении осуществляют свою деятельность 16 фермерских хозяйств.

## Достопримечательности
Территория Ростовской области была заселена еще в эпоху неолита. Люди, живущие на древних стоянках и поселениях у рек, занимались в основном собирательством и рыболовством. Степь для скотоводов всех времён была бескрайним пастбищем для домашнего рогатого скота. От тех времен осталось множество курганов с захоронениями  жителей этих мест. Курганы и курганные группы находятся на государственной охране.
На территории Орловского сельского поселения Милютинского района расположено несколько достопримечательностей – памятников археологии. Они охраняются в соответствии с Федеральным законом от 25.06.2002 N 73-ФЗ "Об объектах культурного наследия (памятниках истории и культуры) народов Российской Федерации", Областным законом от 22.10.2004 N 178-ЗС "Об объектах культурного наследия (памятниках истории и культуры) в Ростовской области", Постановлением Главы администрации РО от 21.02.97 N 51 о принятии на государственную охрану памятников истории и культуры Ростовской области и мерах по их охране и др. 
- Курганная группа "Широкий" из трех курганов. Находится на расстоянии около 2,5 км к югу от хутора Орлова.
- Поселение "Орловское". Находится на расстоянии около 1,5 км к северо-запад от хутора Орлова.
- Местонахождение "Орловское I". Находится на  северо-западной окраине хутора Орлова.
- Местонахождение "Орловское II". Находится на расстоянии около 500 метров к северу от хутора Орлова[14].